# Ухуе
Ухуе (ісп. Ujué, баск. Uxue) — муніципалітет в Іспанії, у складі автономної спільноти Наварра. Населення — 222 особи (2009).
Муніципалітет розташований на відстані близько 300 км на північний схід від Мадрида, 37 км на південь від Памплони.

## Демографія
Динаміка населення (INE ):

## Галерея зображень

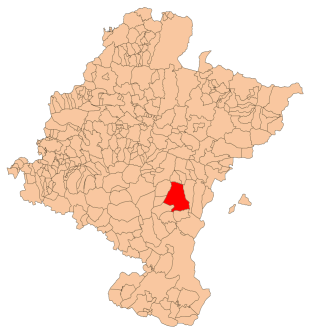
Розташування муніципалітету
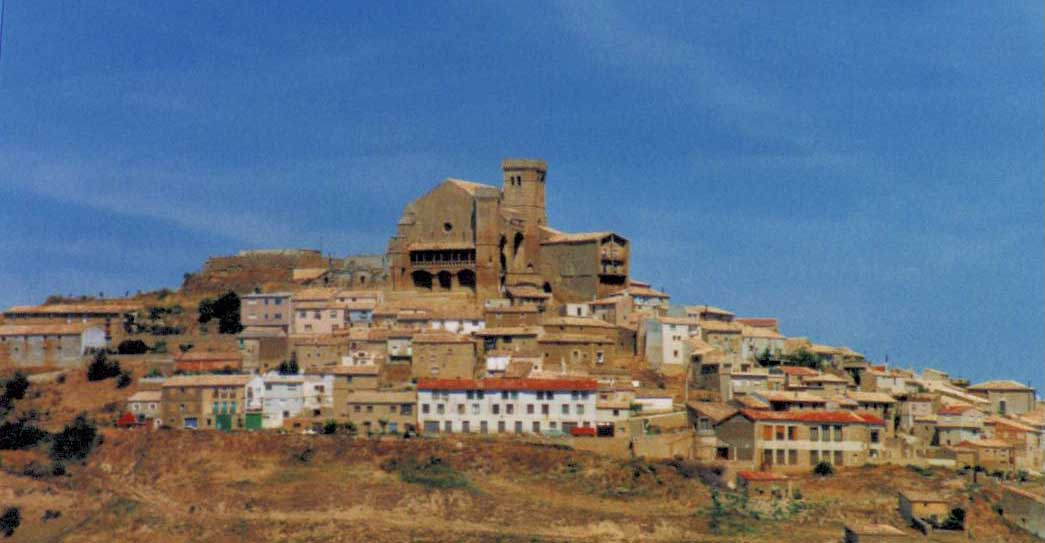
Панорама